# Лютка (зупинний пункт)
Лю́тка — пасажирський залізничний зупинний пункт Рівненської дирекції Львівської залізниці на лінії Ковель — Заболоття між станціями Заболоття (10 км) та Мощена (36 км).
Розташований неподалік однойменного села Лютка Старовижівського району Волинської області.

## Пасажирське сполучення
На зупинному пункті Лютка зупиняються дизель-поїзди, що курсують до станцій Ковель, Заболоття та Хотислав.